# Welf-ház
A Welf-dinasztia német és részben burgund területeken uralkodó, eredetileg frank nemesi család volt, melyet az alábbi fő ágakra oszthatunk fel:
- Rudolfing-ág, Burgundia királyai
- délnémet Welf-ág
- idősebb Welf-ág
- fiatal sváb ág
- fiatal szász ág

## Eredetük
A család eredetét homály fedi, annyi azonban bizonyosan állítható, hogy a korabeli forrásokban feltűnik egy Welf nevű gróf, aki Nagy Károly császársága ideje alatt élt. A gróf lányát, Judithot 819-ben Jámbor Lajoshoz adták feleségül, mellyel a család jelentős befolyásra tett szert. Ezt később tovább erősítették a több császárhoz is fűződő rokoni kapcsolatok.
A család eredetére vonatkozóan eltérőek a vélekedések. A két legnépszerűbb elmélet szerint a család frank, vagy sváb eredetű, más források bajor eredetet is említenek. A délnémet eredet viszont kétségkívül állítható.
A család már a 9. században a nemesség legelőkelőbb rétegeinek pozícióját töltötte be, azonban a családra "Welfekként" való utalással először csak a 12. században találkozunk. Egyedülálló módon a család története végigkíséri az egész középkort. (Bár a férfi-ág a 11. században kihalt, házasság révén az Este-i II. Azzo [†1097] utódai is ide számítanak.)

## A dinasztia császárai
- IV. Ottó (1182–1218), német király 1198, római császár 1209, elmozdítva 1215.

## Forrásmunka
- genealogie-mittelalter.de
- http://genealogy.euweb.cz/welf/welf1.html

## Lásd még
- Bajorország uralkodóinak listája
- Szászország uralkodóinak listája
- Sváb uralkodók listája